# Thrinchostoma bicometes
Thrinchostoma bicometes är en biart som först beskrevs av Günther Enderlein 1903.  Thrinchostoma bicometes ingår i släktet Thrinchostoma och familjen vägbin. Inga underarter finns listade i Catalogue of Life.